# ژانتیئی، وال-دو-مارن
ژانتیئی (فرانسوی: Gentilly‎؛ ‏تلفظ در فرانسوی: [ʒɑ̃tiji] ) یک کمون در فرانسه است که در نزدیکی پاریس واقع شده‌است.
ژانتیئی ۱٫۱۸ کیلومتر مربع مساحت دارد و از مرکز شهر پاریس تنها ۴٫۱ کیلومتر فاصله دارد و نزدیک‌ترین کمون به پایتخت فرانسه محسوب می شود.

## خواهرخوانده
شهر فرایبرگ خواهرخواندهٔ ژانتیئی، وال-دو-مارن هست.